# Scapulaseius neomarkwelli
Scapulaseius neomarkwelli är en spindeldjursart som först beskrevs av Schicha 1980.  Scapulaseius neomarkwelli ingår i släktet Scapulaseius och familjen Phytoseiidae. Inga underarter finns listade i Catalogue of Life.